# Halle (Grafschaft Bentheim)
Halle is een gemeente in het landkreis Grafschaft Bentheim in de deelstaat Nedersaksen. Halle maakt deel uit van de Samtgemeinde Uelsen. De burgemeester is Gerhard Brüggemann.
De gemeente telt 676 inwoners en beslaat een oppervlakte van 21 km². De zogenaamde Poascheberg (89 m) in Hesingen is het hoogste punt.

## Plaatsen in de gemeente Halle
Tot de gemeente behoren de dorpen:
- Halle bei Neuenhaus;
- Hardingen (geannexeerd in 1974);
- Hesingen.

Gehuchten in de gemeente zijn: Belthoek, Bovenhoek, Dalenhoek, Erstenhoek en Kleihoek.

## Trivia
De inwoners van Halle worden niet, zoals de inwoners van Halle an der Saale, "Hallenser" genoemd, maar "Haller".
Bad Bentheim · 
Emlichheim · 
Engden · 
Esche · 
Georgsdorf · 
Getelo · 
Gölenkamp · 
Halle · 
Hoogstede · 
Isterberg · 
Itterbeck · 
Laar · 
Lage · 
Neuenhaus · 
Nordhorn · 
Ohne · 
Osterwald · 
Quendorf · 
Ringe · 
Samern · 
Schüttorf · 
Uelsen · 
Wielen · 
Wietmarschen · 
Wilsum